# Coca-Cola HBC
Coca-Cola HBC AG eller Coca-Cola Hellenic Bottling Company er et multinationalt Coca-Cola licens-bryggeri. Coca-Cola HBC er børsnoteret på London Stock Exchange og Athens Stock Exchange.
Hellenic Bottling Company S.A. blev etableret under græsk lovgivning i 1969, med hovedkvarter i Athen.
I 2012 flyttede de deres hovedkvarter til Steinhausen i Schweiz.
Coca-Cola HBC driver virksomhed i 28 lande, heraf 25 europæiske lande.
23,3 % af aktierne ejes af Kar-Tess Holding (fra Luxembourg), 23,2 % af The Coca-Cola Company og de resterende 53,5 % er fri markedskapital.